# 赤井川村

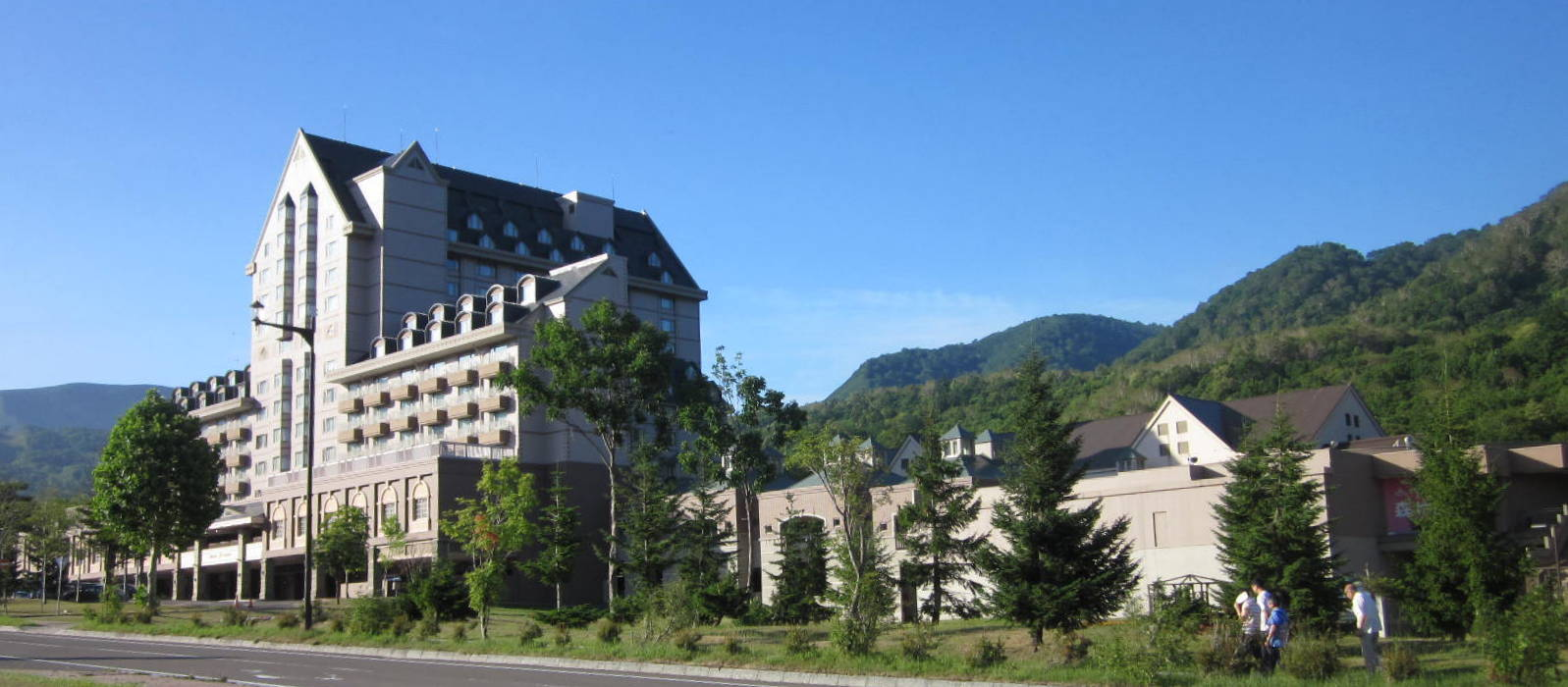
キロロリゾート

赤井川村（あかいがわむら）は、北海道後志総合振興局管内、余市郡にある村。1906年（明治39年）4月に成立した。村の名前の由来はアイヌ語の「フレ・ベッ」（赤い・川）の意訳である。
面積の大部分が山地の森林で、北西のカルデラ盆地に村の中心と農地が広がる。盆地内特有の内陸性気候で積雪が多く、道内でも有数の豪雪地帯となっている。かつての噴火活動で形成されたカルデラ地形の上にある村である。
「日本で最も美しい村連合」の一つ。

## 地理
小樽市の南西に位置する。北西部にきれいな円を描くカルデラ地形（赤井川カルデラ）があり、南に口を開け、赤井川が流れ出る。このカルデラ盆地が村の中心である。
東半は森林山岳地帯である。東の札幌市とは余市岳、北の余市町とは大登山、南の倶知安町とは本倶登山などの山で隔てられる。西を除く三方向を山で囲まれる地勢である。
東部の北側に余市川、同じく南側川に白井川がそれぞれ東から西に向かって流れ、村の中央部で合流する。余市川は、さらに赤井川をあわせてから西隣の仁木町に流れていく。
- 山 : 余市岳、本倶登山、大登山
- 河川 : 余市川、小樽川（otarnay, otaornay）、白井川、赤井川（hurepet）

## 歴史
- 1899年（明治32年） - 余市郡大江村(現：仁木町)より分村し、赤井川戸長役場を設置。
- 1906年（明治39年）4月1日 - 小樽支庁から後志支庁へ変遷、同時に二級町村制を施行し、村が成立。
- 1956年（昭和31年）5月31日 - 明治郵便局を一時閉鎖し、都郵便局を引継局とする[2]。
- 1957年（昭和32年）12月15日 - 明治郵便局を廃止する[3]。
- 2015年（平成27年）4月15日 - 道内115番目の道の駅「道の駅あかいがわ」が都（みやこ）地区に開業（道の駅に認定されるまでは「村の駅」として同年3月27日に先行開業）。

## 行政
村長
- 竹田和晃（1999年（平成11年）から2007年（平成19年））
- 赤松宏（2007年から2019年（平成31年））
- 馬場希（2019年（平成31年）～）

村議会
- 定数8人（任期：2015年）

## 経済
農業が主産業で、米、じゃがいも、かぼちゃ、とうもろこし、メロン、スイカ、野菜、花などが作られている。
余市岳の麓に、スキー場を中心にしたキロロリゾートという保養地があり、これを中心にした観光業もある。
キロロリゾートを除くと、村にある小売店は一軒のコンビニ（セイコーマート）しか無く、地域振興券が配られた際にはマスコミが「地域振興券を使えない村」として取り上げた。

### 立地企業
- 山中牧場（字落合）
- アリスファーム（字日の出）
- 赤井川運輸（字明治）

※キロロリゾートを除く

### 農協
- 新おたる農業協同組合（JA新おたる）赤井川事業所（字赤井川）

### 郵便局
- 赤井川郵便局（旧集配特定局、字赤井川）
- 都（みやこ）郵便局（字都）

※集配業務は余市郵便局が担当
- 赤井川郵便局
- 赤井川都郵便局

### 宅配便
- ヤマト運輸：札幌主管支店仁木古平センター（余市町）
- 佐川急便：小樽営業所（小樽市）
- 日本通運：小樽支店（小樽市）

## 公共機関

### 警察
- 余市警察署赤井川駐在所

### 消防
- 北後志消防組合赤井川支署

## 姉妹都市・提携都市
- 「日本で最も美しい村」連合
  - 北海道上川郡美瑛町
  - 山形県最上郡大蔵村
  - 岐阜県大野郡白川村
  - 長野県下伊那郡大鹿村
  - 徳島県勝浦郡上勝町
  - 熊本県阿蘇郡南小国町

## 地域

### 人口
| |                                          |  |
| 赤井川村と全国の年齢別人口分布（2005年） | 赤井川村の年齢・男女別人口分布（2005年） |  |
| ■紫色 ― 赤井川村 ■緑色 ― 日本全国 | ■青色 ― 男性 ■赤色 ― 女性                |  |
| 赤井川村（に相当する地域）の人口の推移 \| 1970年（昭和45年） \| 2,085人 \| \| \| 1975年（昭和50年） \| 1,734人 \| \| \| 1980年（昭和55年） \| 1,485人 \| \| \| 1985年（昭和60年） \| 1,460人 \| \| \| 1990年（平成2年） \| 1,470人 \| \| \| 1995年（平成7年） \| 1,552人 \| \| \| 2000年（平成12年） \| 1,512人 \| \| \| 2005年（平成17年） \| 1,310人 \| \| \| 2010年（平成22年） \| 1,263人 \| \| \| 2015年（平成27年） \| 1,121人 \| \| \| 2020年（令和2年） \| 1,165人 \| \| |                                          |  |
| 総務省統計局 国勢調査より |                                          |  |
| 1970年（昭和45年） | 2,085人                                  |  |
| 1975年（昭和50年） | 1,734人                                  |  |
| 1980年（昭和55年） | 1,485人                                  |  |
| 1985年（昭和60年） | 1,460人                                  |  |
| 1990年（平成2年） | 1,470人                                  |  |
| 1995年（平成7年） | 1,552人                                  |  |
| 2000年（平成12年） | 1,512人                                  |  |
| 2005年（平成17年） | 1,310人                                  |  |
| 2010年（平成22年） | 1,263人                                  |  |
| 2015年（平成27年） | 1,121人                                  |  |
| 2020年（令和2年） | 1,165人                                  |  |

### 消滅集落
2015年国勢調査によれば、以下の集落は調査時点で人口0人の消滅集落となっている。
- 赤井川村 - 字明治（2014年に最後の定住者が転出。「赤井川運輸」の事業所があるのみで定住者はいない）
  - 他に「轟」「山梨」も郵便番号は割当たっているが人口は0人の状態である。

### 隣接する自治体・行政区
石狩振興局
- 札幌市（南区）

後志総合振興局
- 小樽市
- 余市郡：余市町、仁木町
- 虻田郡：倶知安町、京極町

### 教育
- 赤井川小学校（字赤井川）
- 都小学校（字都）※2026年3月をもって閉校、赤井川小学校に統合予定
- 赤井川中学校（字赤井川）

※かつては都中学校も存在していたが閉校になり跡地は現在「都スポーツセンター」として活用（旧校舎は取り壊され存在せず）

## 交通

### 鉄道
- 村内を鉄道路線は通っていない。最寄り駅は、JR北海道函館本線余市駅。
- 延伸工事中の北海道新幹線が倶知安駅～新小樽(仮称)駅間で通過予定であるが、駅は設けられない予定である。その大半は後志トンネルでの通過となる。

### バス
赤井川村が「むらバス」の名称で、キロロリゾート - 常盤 - 村中心部 - 冷水峠 - 余市駅間を運行する。北海道中央バス（余市営業所）の路線が2019年（令和元年）12月1日より日曜・祝日全便運休となったことを受け運休日の運行を開始し、2022年（令和4年）4月1日の路線廃止で毎日運行を開始した。

### タクシー
- 岩内余市圏エリア

タクシー会社
- 赤井川ハイヤー

### 道路
隣接市町村に通じる道は四方向ある。国道393号は北東の小樽市と南の倶知安町に、北海道道36号余市赤井川線は冷水峠越えで北の余市町に、北海道道1022号仁木赤井川線は余市川沿いに西の仁木町に通じる。
- 一般国道: 国道393号
- 北海道道: 北海道道36号余市赤井川線、北海道道1022号仁木赤井川線

### 道の駅
- あかいがわ

## 通信
市外局番は0135（余市MA地域）。なお、同じ0135である岩内MA地域にかけるには、市外局番からかける必要がある。
市内局番は村内全域で34。

## 名所・旧跡・観光スポット・祭事・催事
- キロロリゾート（字常盤）
- キロロスノーワールド（字常盤）

### イベント
- カルデラの味覚まつり[7]
- メープル街道393もみじ祭[7]
- トキワ・ニューイヤーズフェスティバル[7]
- シーニックナイト[7]
- 赤井川ジュニアクロスカントリースキー大会[7]

## 出身人物
- 安達五郎（スキージャンプ選手、レークプラシッドオリンピック (1932年) 8位）